# Крымский содовый завод
 «Крымский содовый завод» — публичное акционерное общество, ведущее предприятие по производству технической кальцинированной соды, расположено на севере Крымского полуострова в г. Красноперекопске. В состав входит ООО «Белогорские известняки» в селе Ароматное.

## История
Строительство предприятия началось в 1967 году в соответствии с восьмым пятилетним планом развития народного хозяйства СССР, в 1973 году завод производственной мощностью 698 тыс. тонн/год был введён в эксплуатацию.
В июне 1996 года Кабинет министров Украины утвердил решение о приватизации завода.
В августе 1997 года завод был включён в перечень предприятий, имеющих стратегическое значение для экономики и безопасности Украины.
1 апреля 1999 года контрольный пакет в размере 50 % + 1 акция предприятия был закреплён в государственной собственности, но уже 19 мая 2000 года Кабинет министров Украины разрешил продажу акций.
В сентябре 2005 года Фонд государственного имущества Украины выступил с заявлением, что приватизация завода (к этому времени перешедшего в собственность немецкой компании «RSJ Erste Beteiligungs GmbH») проходила с нарушением законодательства, но в декабре 2005 года конфликт был урегулирован.
В дальнейшем, владельцем завода стала группа «Ostchem Holding», которая консолидирует все химические активы «Group DF».
В музее предприятия хранятся материалы об ученых — исследователях Перекопских соленых озёр и Сиваша академиках Курнакове Н. С., Каблукове А. И. и др., ученых — конструкторах, спроектировавших завод, о строителях, забивших первые колышки, о специалистах и рабочих, участвовавших в выпуске первых тонн продукции, о директоре строящегося завода и всех, кто возглавлял его в последующие годы, о славных трудовых династиях, о становлении трудового коллектива и его традициях.
- обеспечивает около 80 % потребности внутреннего рынка Украины и 2,5 % — мирового рынка кальцинированной соды
- производство кальцинированной соды осуществляется по аммиачному способу
- Чистая прибыль в 2011 году: — 46,4 млн гривен[8]

## Экология
Многолетний сброс сточных вод Крымского содового завода (Северокрымский промышленный комплекс) в озера Красное, Старое и Киятское разрушил их экосистему. В изначальном природном состоянии уровень этих озёр был ниже уровня моря на 2—4,5 метра. В 1970-х годах Украинский НИИ соляной промышленности рассматривал их как уникальные, заполненные рапой высокого качества. Акватории этих озёр тысячелетиями служили пристанищами для полчищ пернатых. Сейчас их берега пустынны.